# 胡正祥
胡正祥（1896年6月4日—1968年11月12日），一作胡正详，男，江苏无锡人，中国病理学家，曾任中国医学科学院副院长、教授，第四届全国政协委员。